# شهرستان اوپسون (جورجیا)
شهرستان اوپسون، جورجیا (به انگلیسی: Upson County, Georgia) یک سکونتگاه مسکونی در ایالات متحده آمریکا است که در جورجیا واقع شده‌است.